# Modaubrücke
Die Modaubrücke ist eine Straßenbrücke über die Modau am Ostrand der Gemarkung Darmstadt-Eberstadt in Hessen.

## Konstruktion und Geschichte
Die Modaubrücke ist eine Natursteinbrücke des alten Mühlweges zwischen Kaisermühle und Wiesenmühle.
Sie trägt die Datierung 1938.
Die im Stichbogen über die Modau führende Straßenbrücke besteht aus einem Quadermauerwerk aus grauem Granit.
Die seitlichen Brückenflanken sind rund einen Meter hoch über Straßenniveau aufgemauert.
Die Modaubrücke ersetzt eine ältere Brücke an gleicher Stelle und wurde als typisches Beispiel für die Technik der 1930er Jahre in Darmstadt unter Denkmalschutz gestellt.